# Zitácuaro
Zitácuaro är en kommun i Mexiko.   Den ligger i delstaten Michoacán de Ocampo, i den södra delen av landet, 130 km väster om huvudstaden Mexico City.
Följande samhällen finns i Zitácuaro:
- Heróica Zitácuaro
- Rincón de Nicolás Romero
- San Felipe los Alzati
- Francisco Serrato
- El Rincón de San Felipe
- Colonia Emiliano Zapata
- La Fundición
- Crescencio Morales
- Valle Verde
- La Mesa
- Macutzio
- Puentecillas
- El Tigre
- Camémbaro
- Mesa de los Alzati
- Ignacio López Rayón
- La Barranca
- Toma de Agua
- Chimusdá
- Puerto Azul
- Loma Larga
- Silva de Abajo
- La Presa
- La Joya de Manzanillo
- El Naranjo
- La Loma
- Fraccionamiento Primero de Mayo
- La Gironda
- Tercera Manzana de Manzanillos
- La Colonia de Aputzio
- Linda Vista
- Las Majadas
- El Sombrerete
- La Y Griega
- Las Rosas
- Las Lomas de Aputzio
- Rincón del Ahorcado
- El Kilómetro
- Manzanillos
- El Bordo
- Los Zapotes
- Colonia Adolfo López Mateos
- La Mesa
- El Hortelano
- Agua Blanca
- La Pera
- La Cortina
- La Angostura
- El Aguacate
- La Lomita
- La Mojonera
- Armadillos
- Silva de Arriba
- Los Polvillos
- El Granjeno
- Dos Ríos
- Kilómetro Once
- El Troje
- Mesa de Dos Ríos
- La Capilla
- Rosa Santa
- Agua Nueva
- Puerto de San Felipe
- El Espinal
- El Pedregal
- La Mesa Chiquita
- El Derrumbadero
- El Polvorín
- Ojo de Agua de San Felipe